# Bescheidenheid
Bescheidenheid is een karaktertrek of gedrag. Wie bescheiden is, stelt zichzelf of zijn verwezenlijkingen voor als klein en nederig, zonder veel verdienste. Bescheidenheid wordt in de westerse cultuur en in andere culturen gezien als een deugd. 
Hoewel bescheidenheid zeker gelijkaardig is aan nederigheid, zijn ze niet synoniem. Bescheidenheid kan misschien best gezien worden als een demonstratie van nederigheid, die even goed van iemand die helemaal niet nederig is kan komen.
Het tegenovergestelde is arrogantie.

## Valse bescheidenheid
Wanneer iemand zijn of haar duidelijke talenten bagatelliseert in de hoop dat de toehoorder dat zal tegenspreken, noemt men dat valse bescheidenheid.